# Żarnowiec miotlasty
Żarnowiec miotlasty (Cytisus scoparius) – gatunek krzewu z rodziny bobowatych. Występuje w południowej i środkowej Europie, także w Polsce (pas nadmorski, zachodnia część niżu i pogórze). Uprawiany i dziczejący. Status gatunku we florze Polski: gatunek rodzimy. 
Według Krytycznej listy roślin naczyniowych Polski gatunek ten zaliczany jest do odrębnego rodzaju Sarothamnus. Jednak według nowszych ujęć taksonomicznych gatunek ten włączany jest do rodzaju Cytisus do sekcji Spartopsis Dumort. i prawidłowa nazwa tego gatunku to Cytisus scoparius (L.) Link.

## Morfologia

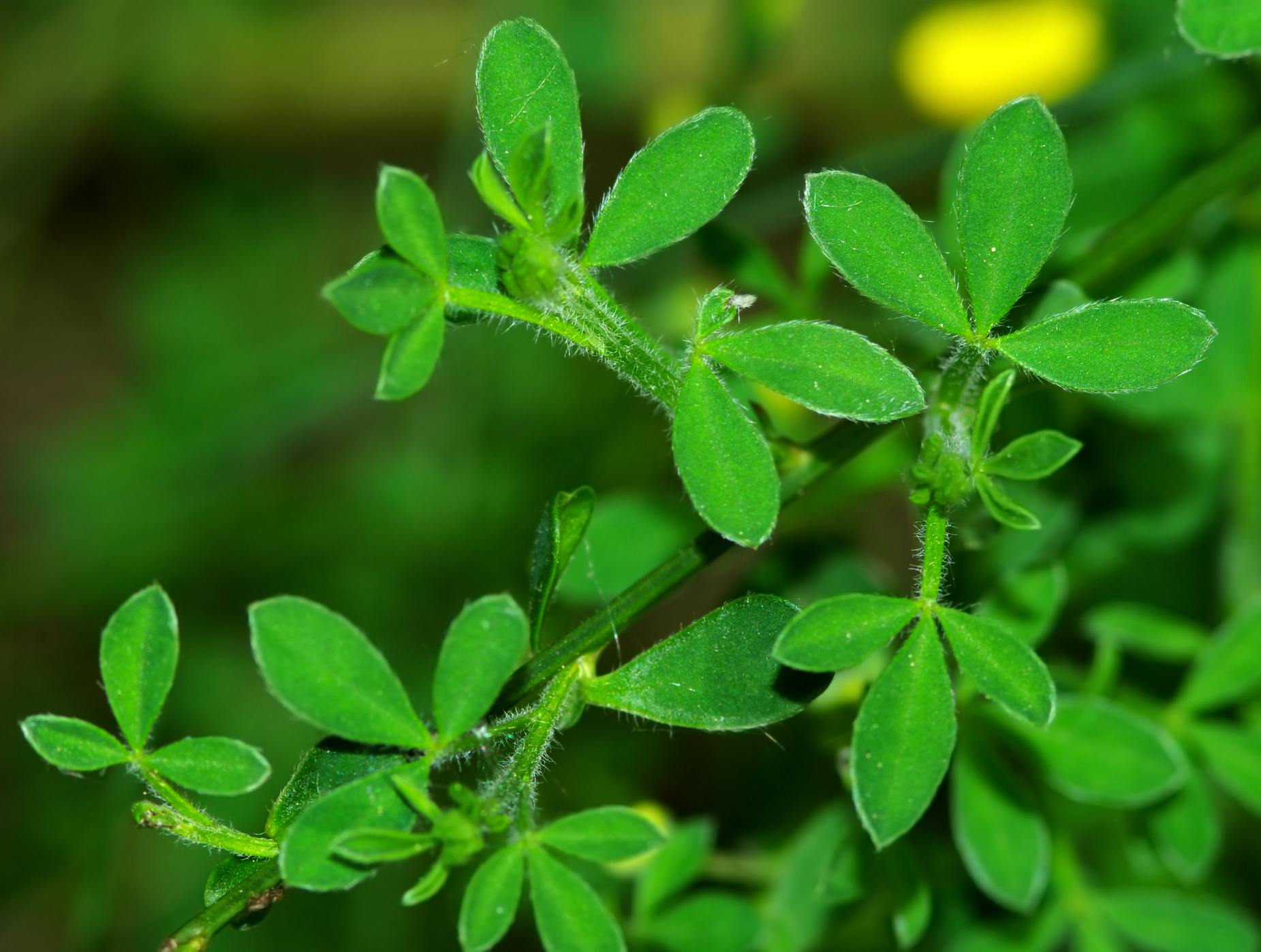
Liście

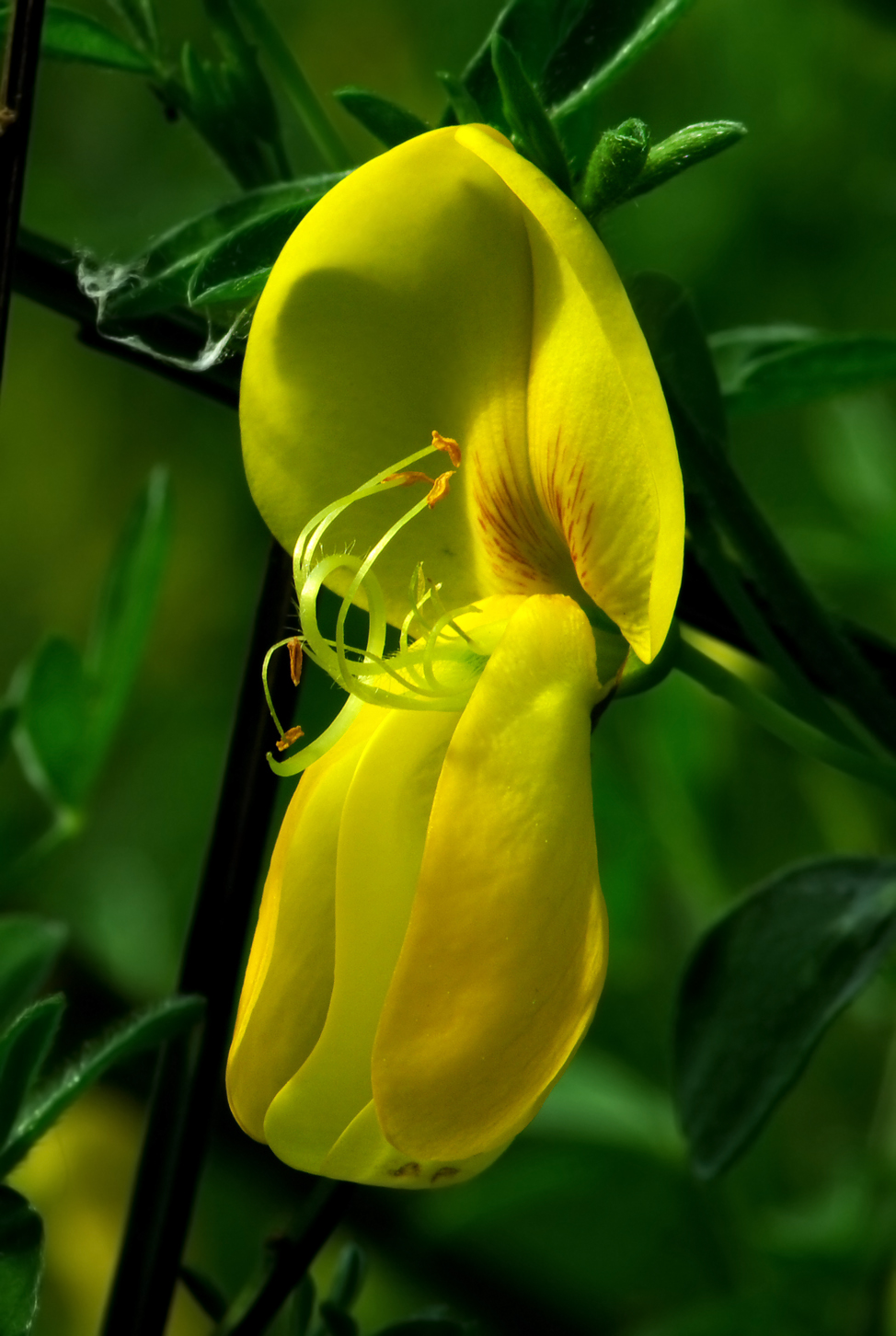
Kwiat żarnowca

PokrójMiotlasty krzew osiągający 1,5 do 2 m wysokości, wyjątkowo do 3 m wysokości.
ŁodygaKanciaste, rózgowate gałązki, przez większą część roku zielone. Na wierzchołkach są bezlistne lub mają tylko drobne, pojedyncze listki. Pędy obficie rozgałęzione.
LiścieDrobne, trójlistkowe, najwyższe niepodzielone.
KwiatyŻółte, duże, osadzone po jednym lub dwa w kątach liści wzdłuż prawie całych pędów. Pręcików 10 zrośniętych w rurkę, słupek jeden.
OwoceStrąki długości ok. 5 cm, początkowo zielone, jedwabisto owłosione, później brunatnoczarne, pękające.

## Biologia
Nanofanerofit. Kwitnie w maju i czerwcu. W czasie surowych zim w warunkach środkowoeuropejskich pędy nadziemne przemarzają. 
Liczba chromosomów 2n=46.

## Ekologia
Rośnie na piaszczystych i suchych zboczach, odłogach, porębach, wrzosowiskach, skrajach borów sosnowych. W klasyfikacji zbiorowisk roślinnych gatunek charakterystyczny dla związku (All.) Pruno-Rubion fruticosi, Ass. Frangulo-Rubetum plicati, Ass. Calluno-Sarothamnetum (opt.).
Do 1999 zidentyfikowano 243 gatunki fitofagicznych owadów i roztoczy żerujących na żarnowcu miotlastym w Europie. Na liściach żerują m.in. stonkowate: Cryptocephalus octoguttatus, Cryptocephalus tibialis, Gonioctena leprieuri, Gonioctena olivacea, Gonioctena variabilis, miernikowcowate: Chesias legatella, Chesias rufata, Isturgia limbaria, Pseudoterpna pruinata, Scotopterix moeniata, Scotopterix mucronata, Scotopterix peribolata, skośnikowaty Anarsia spartiell, należący do Heterogynidae Heterogynis penella, przedstawiciel sówkowatych Apopestes spectrum, płożkowate: Agonopterix assimilella, Agonopterix scopariella, Agonopterix nervosa, omacnicowaty Uresiphita polygonalis oraz larwy pilarzowatych z gatunków Rhogogaster genistae i Rhogogaster picta. Liście są też minowane np. przez muchówkę Agromyza johannae i motyla Coleophora saturatella. Za powstanie galasów na tej roślinie odpowiadają m.in. Hexomyza sarothamni z rodziny miniarkowatych oraz Asphondylia pilosa, Asphondylia sarothamni, Contarinia pulchripes i Contarinia scoparii z rodziny pryszczarkowatych. Do pluskwiaków ssących soki żarnowca miotlastego należą Bryobia sarothamni, Aphis cytisorum, Acyrthosiphon pisum, Ctenocallis setosa, Quadraspidiotus sulci, Gargara genistae, Piezodorus lituratus, Arytaina genistae, Arytainilla gredi, Arytainilla spartiicola, Arytainilla spartiphila i Dictyonota fuliginosa. W pędach swe chodniki drążą bogatkowate: opiętek dwuplamek i Anthaxia funerula, kózkowaty Deilus fugax, kornikowaty Phloeophthorus rhododactylus, kibitnikowaty Phyllonorycter scopariella, przedstawiciel Lyonetiidae Leucoptera spartifoliella oraz pasynkowaty Trifurcula immundella. W kwiatach żerują: skośnikowaty Mirificarma mulinella i pędrusiowaty Protopirapion atratulum, a w pąkach kwiatowych ryjkowcowaty Tychius parallelus. W nasionach swój rozwój przechodzą larwy pędrusiowatych z gatunków Exapion compactum, Exapion elongatissimum i Exapion fuscirostre oraz larwy strąkowcowatych: Bruchidius lividimanus i Bruchidius villosus. Łuski nasion stanowią pokarm larw Pachytychius sparsutus z rodziny ryjkowcowatych. Na jego korzeniach żerują chrząszcze Calomicrus circumfusus z rodziny stonkowatych oraz Sitona regensteinensis, Lixus spartii i Polydrusus confluens z rodziny ryjkowcowatych. Żarnowiec miotlasty jest też główną lub jedyną rośliną żywicielską endemicznych dla Hiszpanii przedstawicieli straszyków z rodzaju Pijnackeria.

## Zastosowanie
- Roślina ozdobna. W uprawie także odmiany ozdobne o różnobarwnych kwiatach[6].
- Roślina pastewna, zwłaszcza dawniej był wysiewany jako roślina pokarmowa dla zwierząt leśnych[6].
- Roślina włóknodajna.
- Wykorzystywany do umacniania wydm.
- Dawniej z jego gałązek sporządzano na wsi miotły.
- Roślina lecznicza[6]:
  - Surowiec zielarski: ziele żarnowca (Herba Sarothamni), pozyskuje się z niego sparteinę.
  - Skład chemiczny: alkaloidy chinolizydynowe do 1,5% (sparteina, sarotaminina, lupanina), flawonoidy, tyramina, dopamina.
  - Działanie: zmniejsza wrażliwość i przewodnictwo nerwowe w mięśniu sercowym, a tym samym częstotliwość i amplitudę skurczów. Leki na bazie sparteiny stosuje się przy migotaniu przedsionków, częstoskurczu, przy zaburzeniach krążenia obwodowego. Stosowany także w celu wywoływania i pobudzania skurczów porodowych.